# Enoch Louis Lowe
Enoch Louis Lowe (* 10. August 1820 in Frederick, Maryland; † 23. August 1892 in Brooklyn, New York City) war ein US-amerikanischer Politiker und von 1851 bis 1854 Gouverneur des Bundesstaates Maryland.

## Frühe Jahre
Enoch Lowe besuchte die St. Johns School in Frederick, das Clongowa Wood College in Irland und dann bis 1839 ein Jesuiten-College in England. Nach einem anschließenden Jurastudium wurde er im Jahr 1842 als Rechtsanwalt zugelassen. Danach begann er im Frederick County als Jurist zu arbeiten.

## Gouverneur von Maryland
Im Jahr 1845 wurde Lowe als Mitglied der Demokratischen Partei in das Repräsentantenhaus von Maryland und am 2. Oktober 1850 zum neuen Gouverneur seines Staates gewählt. Er trat seine dreijährige Amtszeit am 6. Januar 1851 an. In seiner Amtszeit wurde die Staatsverfassung von Maryland überarbeitet und die Eisenbahnverbindung von Baltimore bis zum Ohio River fertiggestellt. Die Wahlgesetzgebung wurde ebenso geändert wie die Strafgesetze des Staates. Damals wurde auch der Rechnungshof (Office of the Comptroller) gegründet. Der Gouverneur arbeitete auch am Abbau der Staatsverschuldung. Im nationalen Konflikt zwischen dem Norden und dem Süden stand Lowe auf der Seite des Südens.

## Weiterer Lebenslauf
Im Jahr 1860 war Enoch Lowe bei den Präsidentschaftswahlen einer der demokratischen Wahlmänner. Während des Bürgerkriegs unterstützte er die Konföderation. Während der letzten Jahrzehnte seines Lebens war er politisch nicht mehr aktiv. Er starb im Jahr 1892. Mit seiner Frau Esther Winder Polk hatte er elf Kinder.